# Joseph Holbrooke
Pour l’article homonyme, voir Richard Holbrooke.
Joseph Charles Holbrooke (Croydon, 5 juillet 1878 - Londres, 5 août 1958) est un compositeur britannique ainsi qu'un chef d'orchestre et un pianiste. Il est un des représentants du renouveau de la musique anglaise avant Britten, notamment de l'opéra. Regardé comme l'un des compositeurs britanniques les plus en vue avant guerre, il souffre d'une disgrâce quasi totale aussi brusque que déconcertante vers 1920. La redécouverte de ses partitions reste encore à faire.

## Biographie
Joseph Holbrooke est né d'abord Joseph Charles Holbrook à Croydon dans le Surrey, au nord de Londres, sans doute par accident, lors d'une tournée de son père, artiste de music-hall et de sa famille (deux sœurs ainées : Helen et Mary). Il changea ensuite son nom pour Joseph Holbrooke, et plus tard pour Josef Holbrooke, selon l'orthographe allemande, lorsqu'il y résidait. Sa mère, d'origine écossaise et chanteuse professionnelle, meurt de phtisie en 1880, l'enfant a deux ans.

### Formation
Joseph reçut sa première éducation musicale, au piano et au violon, par son père, compositeur de « quelques œuvres insignifiantes » et bon pianiste, mais doté d'un caractère rigide et sévère ; également prénommé Joseph, ont confondit d'ailleurs les deux lorsque le fils commença à enseigner lui-même.
Holbrooke se produisit en tant que pianiste pour la première fois en 1890 au Collins Music Hall d'Islington (Londres), où  son père travaillait depuis près de dix ans. L'enfant chante à l'église Saint-Anne de Soho (en), où il impressionne par son do aigu émis avec aisance. Parallèlement, il joue avec son père au music-hall.
Le jeune Joseph est avide d'apprendre et collectionne les partitions des concertos de Beethoven ou les sonates de Clementi. Il apprécie à cette époque, le Stabat Mater (1841) de Rossini et le Jugement dernier (1812) de Spohr.
Ses talents se développent rapidement et il entre à la Royal Academy of Music en remportant la bourse Sterndale Bennett (1893). Il eut pour maître, au piano, Frederic Westlake et, pour la composition, le Lisztien et wagnérien Frederick Corder (1852-1932). Corder eut pour élèves Bantock et Bax.

Un autre professeur a produit nombre d'élèves célèbres : Stanford. On lui doit rien moins que d'avoir été le maître de Vaughan Williams, John Ireland, Gustav Holst et Frank Bridge. Le musicologue et journaliste Peter Pirie, synthétise les deux manières : 

« la méthode de Corder était progressive, mais trop facile à vivre. Tous ses élèves, même les plus doués, tel Bax, en ont souffert. Stanford était peut-être un meilleur professeur, mais il a aussi été cruellement répressif, réactionnaire, et insensible... »

— Peter J. Pirie, Bantock and His Generation, The Musical Times 109/1506, août 1968, p. 715.
À l'époque, l'ambition de Joseph est de devenir chef d'orchestre, mais l'idée est peu prise en sérieux par ses professeurs. Et comme ses premières compositions montrent une affinité pour les harmonies peu conventionnelles, il est vite placé en disgrâce avec le très conservateur Alexander Mackenzie... Relégué en fin de concert, il substitue une œuvre de Schumann par trois de ses propres compositions. Le lendemain il est réprimandé par le Principal pour produire une musique morbide, aux harmonies horribles, au manque de mélodie et un style inacceptable. Cette situation est frustrante pour lui, et il se sentira ensuite peu à sa place à l'Académie.
Il se produit pour la première fois en concert au St James's Hall. En tant que compositeur, il donne à entendre - entre autres - un trio en sol majeur pour piano et cordes (1895) resté manuscrit et interprète aussi un quatuor avec piano en sol mineur (opus 21), un sextuor pour piano et cordes en forme de danses (opus 20a), ainsi que des pièces pour piano reprises pour former l'opus 18.
Holbrooke obtient ses prix, piano et composition, après seulement trois ans, et quitte l'institution. Il a dix-neuf ans et il est temps pour lui de voler de ses propres ailes.

### Début de carrière
Joseph obtient d'abord un modeste poste pour jouer quelques solos et accompagner des chansons comiques pour une tournée dans le pays. Le parcours s'arrête abruptement au bout de six semaines, et Joseph retourne pour quelque temps auprès de son père muni de son maigre salaire.
Le poème orchestral intitulé The Raven (Le Corbeau) inspiré du poème d'Edgar Allan Poe, est créé le 3 mars 1900, par Augustus Manns le chef ordinaire du Crystal Palace. C'est un triomphe pour un jeune compositeur qui s'essaie au grand orchestre et le début d'une longue série d'opus inspirés par l'écrivain américain. L'œuvre marque le lancement de sa carrière.
En 1901, Holbrooke remporte le Lesley Alexander Prize avec un Sextuor Israfel, pour piano et flûte, hautbois, clarinette, cor, basson et piano, opus 33a inspiré d'un texte de E.A. Poe. Il s'agit en fait d'un arrangement d'une œuvre composée du temps de ses études avec Frederik Corder originellement composée sous la forme d'un quintette pour flûte, clarinette, cor, basson et piano. Pour le sextuor, il ajoute la partie de hautbois. Il en existe également un arrangement pour cordes et piano.
L'argent du prix est immédiatement investi dans deux concerts de musique de chambre au Steinway Hall. Le programme est consacré au Trio en sol mineur, opus 21 (retravaillé en quatuor plus tard), le Quintette In Memoriam, opus 46 (transformé en sextuor), le Quintette Dances opus 20a (métamorphosé en sextuor) et quelques ouvrages de moindre importance. Holbrooke interprète Islamey de Balakirev et la sombre Première Sonate de Scriabine. Compositeur, Holbrooke était un excellent pianiste puisqu'il jouait le premier concerto de Tchaikovski.
Holbrooke travaille à la même époque à deux projets : The Skeleton in Armour, d'après un texte de Longfellow (1841). La pièce fut créée à New Brighton en 1902 sous la direction de Bantock, rebaptisée The Viking, conformément au sujet. Le second travail sont les variations sur un vieil air anglais, chanson de nourrice, Three Blind Mice opus 37a.
À l'occasion de la création des Viking, le critique Ernest Newman devint l'un des grands admirateurs du compositeur et défendit aussi les Variations qui furent créées à Londres au Concert promenade. Quant à Bantock, il en devint l'ami et l'invitant à Birmingham, lui ouvrit grande les portes de sa bibliothèque.
Ce séjour lui permit de se familiariser avec les œuvres de Richard Strauss, notamment l'humoristique Don Quixote (1897).
Il épouse Dorothy Hadfield de Rotherham (connue sous le diminutif de Dot) en 1903. De cette union naissent quatre enfants : Mildred (1905), Anton (1908), Barbara (1910) et Gwydion (1912-2005). Ce dernier a changé son nom en Gwydion Brooke et est un bassoniste renommé dont la carrière s'étala de 1932 à 1979 (brutalement arrêtée, à la suite d'un cambriolage).
Pour la saison des concerts symphoniques de 1905 de Leeds, Holbrooke compose le poème orchestral Ulalume d'après un texte de E.A. Poe. Dirigée par Henry Wood, l'œuvre laissa perplexe beaucoup de critiques qui eurent du mal à apprécier l'inspiration poétique et les harmonies étranges et nébuleuses, écrivant des stupidités et des choses injustes à son propos.
À la suite de cette œuvre, Holbrooke eut des doutes sur la capacité de l'orchestre à susciter l'émotion chez l'auditeur, surtout pour ceux ne connaissant pas le poème inspirant la musique. Son poème orchestral suivant ajoutera un chœur. Il s'agit de Byron, pour chœur et orchestre, opus 39. Inspiré d'un poème de Keats, la création eut lieu au Leeds Festival le 7 décembre 1904. Les beautés du chœur à quatre voix à l'origine de la réussite. Le poème publié en 1848 commence par ces mots : 
Byron! how sweetly sad thy melody!

Byron! how sweetly sad thy melody!

Attuning still the soul to tenderness,

As if soft Pity, with unusual stress,

Had touch'd her plaintive lute, and thou, being by,

Hadst caught the tones, nor suffer'd them to die.

– Keats, To Lord Byron, 1814.
Créé la même année, Queen Mab opus 45, est inspiré de quelques dialogues entre Roméo et Mercucio du Roméo et Juliette de Shakespeare. Cette brillante partition connaîtra un succès important : Nikisch la donne à Berlin en 1913, Pierné à Paris en 1917 et Max von Schillings à Vienne en 1922, malgré les grandes difficultés accumulées dans les parties de bois et de cuivres.
L'année 1906, semble très favorable au compositeur. Le Birmingham Music Festival lui commande une œuvre chorale de grande envergure. Il s'agit de la cantate The Bells, opus 50, inspirée d'un texte de E.A. Poe. L'œuvre éponyme de Rachmaninoff est composée dix ans plus tard, en 1913. Les dimensions de l'orchestre et des chœurs (300 à 500 chanteurs) sont comparables aux Gurre-Lieder (1911) de A. Schönberg. La composition en est terminée au début de septembre 1903 et elle est créée au Festival de 1906 sous la direction de Hans Richter en même temps que The Apostles de Elgar. Holbrooke dédie d'ailleurs son œuvre à son ami Sir Edward Elgar. Le festival présente également la première partie d'une œuvre monumentale de son ami Bantock, Omar Khayyam.
Son premier Concerto pour piano (opus 52), intitulé The Song of Gwyn ap Nudd sur un poème inspiré de la mythologie galloise de T. E. Ellis (qui figure sur la partition) est commencé en 1906, puis complété, pour la partie de piano, le 25 novembre 1908 ; celle d'orchestre est achevée le 30 décembre 1908. L'œuvre qui se présente sous la forme d'un poème orchestral (le sixième), est en trois parties comme le poème. Se succèdent : l'invocation à la nuit et le défi, éveil des spectres, le combat et enfin la déroute des troupes de la nuit au lever du jour. La création a lieu à Londres au Queen's Hall le 24 octobre 1910, par le London Symphony Orchestra sous la direction de T. Beecham qui défendit souvent les œuvres du musicien et le compositeur au piano. L'œuvre est reprise au même endroit, le 12 mars 1911 par Harold Bauer au piano et Holbrooke à la baguette. La partition est révisée de nombreuses fois et de manière majeure en 1920. Frederic Lamond a beaucoup joué ce concerto et l'œuvre fait même l'objet d'un enregistrement en 78 tours.
En 1907, le festival de Belgique joue un certain nombre d'œuvres du musicien dans le cadre d'un cycle dévolu aux compositeurs britanniques.
Première symphonie

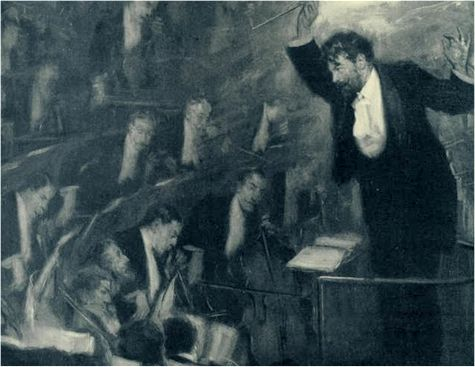
Henry Wood en 1908 (Illustrated London News du 8 février 1908)

Le 12 novembre 1908 est créé par Henry Wood sa première Symphonie Homage to Edgar Allan Poe opus 48. Commencée dès 1902, complétée en 1906 et terminée en 1908, chaque mouvement de l'œuvre se fonde sur un poème différent du poète américain, le premier étant intitulé le Palais Hanté, extrait de La Chute de la maison Usher. Les premier et dernier mouvements sont précédés d'un prélude orchestral. La critique fut cette fois conquise par l'œuvre.

Holbrooke, raconte la rencontre avec le texte du poète et critique irlandais Herbert Trench d'où sortira sa première symphonie : 

« Quand j'ai lu « Apollo and the Seaman », j'en ai été très impressionné. J'ai confié à l'auteur que certaines parties qui me touchaient fortement en tant que musicien et que je voulais l'utiliser comme matériau pour une symphonie dramatique. »

L'œuvre composée en 1907 est conçue pour chœur d'hommes (150 à 200) et orchestre et porte l'opus 51. Elle est créée la même année au Queen's Hall à Londres l'orchestre étant dirigé par le jeune chef Thomas Beecham au premier concert et par le compositeur au suivant. Un certain nombre de problèmes marquèrent la préparation des concerts et la première. La partition en effet réclamait un sarrussophone, instrument peu connu en Angleterre et un bon interprète pour le jouer... Cette situation motiva un voyage à Paris que Holbrooke fit, accompagné de Beecham. Ils  trouvèrent la personne nécessaire en Monsieur Doloville, fin artiste et professeur. Malheureusement, revenu à Londres, on découvrit que l'instrument était incapable de jouer les notes les plus graves exigées par le texte et ces notes furent oubliées à l'exécution. En outre, la symphonie était accompagnée d'une projection de diapositives qui présentait le poème. L'idée n'était pas de Holbrooke, mais de Trench. Lors de la première, les plaques furent projetées par la lanterne magique avec un décalage par rapport avec la musique ce qui fit sourire le chef et bon nombre d'auditeurs. Le problème fut résolu pour le concert suivant. Malgré tout, Holbrooke jugea qu'il était impossible de solliciter deux sens aussi opposés que l'oreille et l'œil en même temps dans une œuvre chorale.

### Le Chaudron d'Annwn
C'est lors de la création de la symphonie que Holbrooke fait la connaissance du richissime Lord Howard de Walden (1880–1946) qui devient son mécène. Howard de Walden est aussi écrivain : son nom de plume est T.E Ellis, et il donne le texte de mélodies et surtout de l'opéra trilogie The Cauldron of Annwn (« Le Chaudron d'Annwn »). Ils élaborent la trilogie ensemble, entre le début des années 1910, jusqu'à la création du troisième volet, en 1929. Le texte s'inspirant d'anciennes légendes du Pays de Galles : le cycle du Mabinogion.

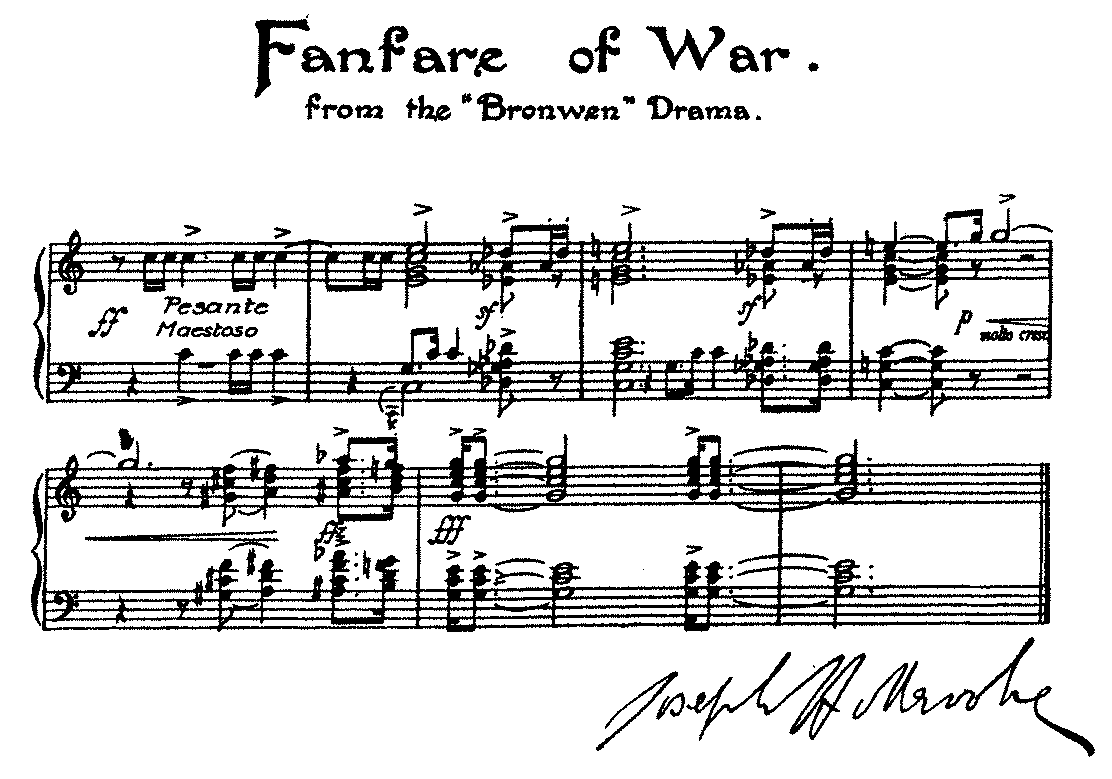
Thème Fanfare de guerre, extrait de Bronwen, opéra de Joseph Holbrooke et sa signature.

La première partie, The Children of Don, est créé au London Opera House par Arthur Nikisch en 1912. Dylan, le second volet est donné en juillet 1914 par Beecham ; et repris par le Volksoper de Vienne en avril 1923, sous la direction de Weingartner, puis encore à Salzbourg par Kaiser. Enfin, Bronwen le troisième opéra est créé par la Carl Rosa Opera Company, en février 1929 à Huddersfield.
Bien que les dimensions de la trilogie rendent ces opéras difficiles à monter, il est injustifié que Joseph Holbrocke reste ainsi dans l'ombre depuis des décennies.
Howard de Walden est très généreux avec le musicien : il soutient la création de ses œuvres et l'édition de ses partitions. De Walden déclarait que Holbrooke était « le meilleur musicien britannique depuis Purcell ». Il aide aussi Holbrooke dans son dévouement aux jeunes compositeurs britanniques par de nombreux concerts : entre 1900 et 1923 il donne 135 concerts de musique anglaise à la British Music Society.
En outre, Holbrooke eut la chance de partir en voyages avec son mécène. En Méditerranée, en Amérique du Sud et en Afrique...
En 1915, Holbrooke a trente-sept ans. Il entreprend un voyage aux États-Unis pour suivre les traces de E.A Poe. Hélas, pendant le voyage à Chicago, il se fait renverser par une voiture et, la jambe cassée, garde le lit à l'hôpital, renonçant à son pèlerinage littéraire.
Holbrooke avait reçu un certain nombre de surnoms. Le plus couramment utilisé était Wagner cockney, c'est-à-dire un équivalent londonien de parigo. Mais aussi Moussorgsky anglais, Richard Strauss anglais ou Berlioz anglais.
En 1917, est créé à Leeds son Concerto pour violon opus 59, dit The Grasshopper. Il porte pour sous titre The Lyrical. Le soliste est John Dunn et Holbrooke dirige l'orchestre. L'œuvre, commencée dès 1909, est révisée pour Leeds en 1916 et révisé encore en 1928.
Le livre de George Lowe paru en 1920, le considérait comme l'une des figures majeures de l'école anglaise : « Nous avons trois génies en Angleterre de nos jours, Elgar, Holbrooke et Bantock »,.
Il se lie à des personnalités sulfureuses tels que Cyril Scott et Eugène Goossens.

### Journaliste
Holbrooke était un ardent défenseur de la musique anglaise qu'il interprétait en tant que soliste ou en musique de chambre, mais il la défend aussi par ses articles de journaliste. Son style est impulsif et galvanisé, son langage comparable à « des coups de marteau ». Il s'exprime sur les grands maîtres classiques et les compositeurs de son temps (Strauss, H. Wolf), avec beaucoup de sympathie pour la création de son pays. Ses jugements n'ont pas toujours cet aspect raisonné attendu mais sans être jamais amer, s'il est parfois cynique ou sévère c'est sans perdre son humour.

### Après 1920
En 1920 Holbrooke et le violoniste Vasco Ackeroyd donnent une série de récitals à la Jamaïque et il publie dans la foulée une série de vingt mélodies pour piano. Dans les Four futurist dances (opus 59c) il utilise librement les douze notes de la gamme à la façon de Schœnberg.

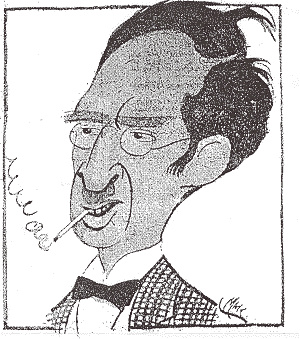
Caricature de Joseph Holbrooke (dessin paru dans Daily Sketch, le 8 janvier 1923).

À partir de 1920,, Holbrooke est atteint de surdité, ce mal allant en empirant. De plus, autres temps, autre mœurs, s'il a connu la popularité avant 14, il n'en reste pas moins que l'entre-deux-guerres voit son influence décliner, comme le style romantique.
La personnalité de Holbrooke est sans doute aussi responsable de cette désaffection. Il était impulsif, entièrement centré sur lui-même et sa musique. Holbrooke n'était pas un homme de compromis et il refusait parfois la création d'une œuvre s'il n'était prévu suffisamment de répétitions. Ce caractère tranchant lui valut des inimitiés nombreuses, mais aussi de solides amitiés dans le monde musical.
Thomas Beecham fut fort critique et considérait Holbrooke comme : « un musicien naturellement doué, mais handicapé par des conceptions esthétiques défaillantes et un manque total de sens critique. » Cependant, en considérant le nombre de remaniements, transformations et arrangements divers pour de nombreuses œuvres du musicien, on peut douter de la pertinence absolue de cette remarque.
Par exemple, il compose une œuvre de chambre importante pour clarinette en 1911. La genèse de cet opus est assez confuse, notamment la constitution des mouvements en raison des différentes occasions auxquelles Holbrooke revient sur la partition. Jusque vers 1914, il existe un quintette pour cor et cordes, Fate. Il est constitué de deux mouvements externe et de variations au centre. Après cette date, il est transformé en deux quintettes avec clarinette de chacun deux mouvements. À l'occasion de l'enregistrement Kell de 1939, Holbrooke se décide à remplacer le dernier mouvement du quintette n° 2 par un arrangement du finale d'un quatuor à vent. L'enregistrement qui en résulte est donc constitué du premier mouvement du n° 2, le premier mouvement du n° 1 et d'un autre mouvement. En 1956, lorsque Jack Brymer veut enregistrer l'œuvre pour la radio, le compositeur entrevoit une possibilité d'ajouter un nouveau mouvement lent : une adaptation d'une mélodie intitulée Homeland sur un texte de Gerald Cumberland. L'autre mouvement lent étant Eileen Shona devenu indépendant sous forme de l'opus 74.
Son fils (Gwydion) disait qu'il composait sans cesse, « comme si quelqu’un lui tenait la main »... Holbrooke bénéficia d'une chance appréciable de voir publier presque toutes ses œuvres. Malgré le peu de représentation de ses œuvres, Holbrooke continue néanmoins à composer dans les années 1940.
En 1946, il perd coup sur coup son mécène Lord Howard de Walden et son ami de longue date, Granville Bantock.
À la fin de sa vie Holbrooke entreprend de rassembler ses œuvres en rachetant les droits dispersés chez divers éditeurs. Il fonde  la Modern Music Library chargée de publier ses œuvres aussi bien les partitions que les enregistrements audio. Après sa mort, son fils Gwydion transforme la maison d'édition en Blenheim Press (diffusé par Emerson Edition) qui a les mêmes buts. Cependant, la publication des manuscrits autographes rend l'interprétation parfois difficile et il faudrait des éditions de qualité. En outre, tous les opus ne sont pas disponibles, ce qui empêche l'intérêt des interprètes pour Holbrooke de se développer à la juste valeur des œuvres.
Holbrooke meurt au début d'août 1958, trois semaines avant Vaughan Williams.

## Catalogue des œuvres
L'œuvre musicale de Holbrooke est considérable. Elle inclut huit symphonies et des poèmes symphoniques, deux concertos pour piano, de la musique de chambre (quatuors à cordes, quintette avec piano, un quintette avec clarinette et cordes et un quatuor avec piano). Il laisse aussi huit opéras dont une trilogie basée sur l'épopée galloise de Mabinogion.
Trente cinq pièces sont inspirées d'œuvre d'Edgar Allan Poe, notamment une œuvre pour chœur et orchestre The Raven et The Bells, ainsi qu'un ballet pour Le Masque de la mort rouge.
De nombreuses mélodies rappellent ses origines familiale : sa mère était chanteuse et son enfance a été ponctué des tournées de music-hall.
| Piano | Deux pianos | Orgue | Violon | Violoncelle | Trios | Quatuors | Quatuors à cordes | Quintette | Sextuors |
| ----- | ----------- | ----- | ------ | ----------- | ----- | -------- | ----------------- | --------- | -------- |

| Symphonies | Poèmes symphoniques | Ballets | Concertos | Mélodies | Chœur | Opéras |
| ---------- | ------------------- | ------- | --------- | -------- | ----- | ------ |

### Clavier

#### Piano
- Douze pièces (for the young), op. 2a (1890, éd. Weekle & Co)
  1. For the queen (march militaire no. 1)
  2. Mignon, valse (première publication chez Leonard & Co.)
  3. A pleading child
  4. A pleading child, op. 2 no 4
  5. A wilful child, op. 2 no 5
  6. Suave danse, op. 2 no 6 (1907)
  7. Petit Mazurka, op. 2 no 7
  8. Danse Rustique, op. 2 no 8
  9. Étude en sol mineur, op. 2 no 9
  10. Étude en Si bémol, op. 2 no 10 (1909)
  11. Étude en La mineur, op. 2 no 11
  12. Intermezzo, op. 2 no 12 (1908)
- Dix pièces opus 4
  1. Valse (Three Blind Mice), op. 4 n° 1 (1901)
  2. Mazurka, op. 4 n° 2 (1905)
  3. Valse, op. 4 n° 3
  4. Orientale, op. 4 n° 4
  5. Scouramouche, op. 4 n° 5
  6. Pantalon, op. 4 n° 6
  7. Scherzo, op. 4 n° 7 (1906)
  8. Arlequinade, op. 4 n° 8
  9. Carnavale, op. 4 n° 9 (1909)
  10. Valse Alsacienne, op. 4 n° 10 (1909)
- Onze pièces pour piano (for the young), op. 10 (années 1890, éd. Hamond)
  1. A Happy Thought, op. 10 n° 1 (1903)
  2. Forgotten, op. 10 n° 2
  3. Valse Gracieuse, op. 10 n° 3
  4. Columbine, op. 10 n° 4
  5. Acrobats, op. 10 n° 5
  6. Matinee, op. 10 n° 6 (1901)
  7. Valse Noble, op. 10 n° 7
  8. Les Graces, air de Ballet, op. 10 n° 8
  9. Scherzino, op. 10 n° 9
  10. Petit Romance, op. 10 n° 10
  11. Gnomes, op. 10 n° 11
- Cinq pièces, opus 17a
  1. Clair de lune, op. 17 n° 1 (1903)
  2. Le Crépuscule, op. 17 n° 2
  3. For the King (march militaire no. 2), op. 17 n° 3 (1906)
  4. Remembrance, op. 17 n° 4
  5. Serenade, op. 17 n° 5 (1908)
- Deux Suites pour le piano opus 18
  - Miniature Suite (Kleine Suite), op. 18a (Whims[29], Valse grotesque, Scherzo) (années 1890)
  - Suite moderne, op. 18b (Scherzo humoreske, Valse romanesque, Nocturne « By the Sea », L'Orgie (Fantasie, Bacchanale) - I. Scherzo humoresque, II. Valse romanesque, III. By the sea (nocturne), IV. L'orgie (Bacchanale fantasie) (1893-96)
- Ten Rhapsodie-Etudes, opus 42 (1898-1905, éd. 1907)
  1. Caprice brillant
  2. Poursuivant
  3. Énergique
  4. La fantastique (une des pièces favorite du compositeur, souvent jouée en public[30])
  5. Une nuit ténébreuse
  6. Nocturne le Soir
  7. Toccata  (dédié à Mark Hambourg)
  8. Fantoches
  9. Valse Fantasie (Presto agitato - Finsbury park 1903, dédié à Percy Grainger)
  10. Novellette - il existe un arrangement pour violoncelle et piano
- Scottish Fantasia ou Scottish Airs (vers 1910)
- Ten mezzotints, op. 49 (1906, éd. Ricordi 1912)
  1. Bay of Naples, op. 49 n° 1
  2. Palermo, op. 49 n° 2
  3. Girgenti, op. 49 n° 3
  4. Empedocles, Impressions, op. 49 n° 4
  5. Malta, op. 49 n° 5
  6. Syracuse, op. 49 n° 6
  7. The Adriatic, op. 49 n° 7
  8. Brindisi, op. 49 n° 8
  9. Corfu, op. 49 n° 9
  10. Marseilles, op. 49 n° 10
- Book of Wonder, Suite pour piano opus 58c (début des années 1920, éd. Swan & Co.)
  1. Golden Dragons, op. 58c n° 1
  2. Troubadours, op. 58c n° 2
  3. Jackdaws, op. 58c n° 3
- Four futurist dances, op. 59c 
  1. Leprechaun Dance
  2. Demon's Dance;
  3. Troglodyte Dance
  4. Trollops Dance
- The Red Masque, op. 65 (1913)
- Futurist dances pour piano, opus 66 (création 1913, éd. Chester)
  1. Leprechauns, Dance, op. 66 n° 1
  2. Demons, Dance, op. 66 n° 2
  3. Troglodyte's Dance, op. 66 n° 3
  4. Trollops Dance, op. 66 n° 4
- Jamaica Melodies ou Jamaican dances pour piano, (for the young), op. 67 (ou 85 ?) (1920, éd. Goodwin & Tabb 1922)
- An Enchanted Garden, Suite pour piano, opus 70a (1920, éd. Swan & Co.) ext. du Ballet The Wizard
  1. A ray of Sunshine (Lento grazioso)
  2. Chasing the Butterfly (Grazioso leggiero)
  3. Brownies (Moderato)
- Celtic Suite, opus 72 (vers 1917)
  1. Uliam Dhoan, op. 72 n° 1
  2. All Thro’ the Night, op. 72 n° 2
  3. Song of the Bottle, op. 72 n° 3
  4. Strathspeys, op. 72 n° 4
- The Orient
- Barrage, opus 78a (vers 1920, éd. Swan & Co.) Dédicace : to The Royal Regiment of Artillery.
  1. I. Shaving of Shagpat (Meredith),
  2. II. Palace of Aklis,
  3. III. Dance of Bagarag, Dance of Gladness
- The Shaving of Shagpat Suite pour piano, op. 78b (1920)
- Huit Nocturnes (1939)
- Talsarnau, Valse de concert pour piano op. 79 (1920 éd. Chester)
- Dolgelley, Cambrian Ballade n° 1 en ut, op. 80 (début des années 1920)
- Penmachno, Cambrian Ballade n° 2 en ut mineur, op. 81 (début des années 1920)
- Tan-y-Grisiau, Cambrian Ballade n° 3 en si bémol mineur, op. 82 (début des années 1920)
- Dance Music, op. 86 (années 1920)
- Bogey Beasts, op. 89 (années 1920, Éd. Goodwin & Tabb, 1925)
- The Orient (années 1920)
- Javanese Pepper Dance, op. 100 (1928)
- Eldorado Suite, op. 102a (années 1930)
- The Lake Suite, op. 102b (années 1930)
- Javanese Pepper Dance op. 104
- Maentwrog, Cambrian Ballade n° 4 en ut, op. 104 (début des années 1920)
- Pieces for piano, op. 105
- Huit Nocturnes, op. 121 (1939)
- Fantasie-Sonata (The Haunted Palace), op. 124 (fin années 1930, éd. 1954) Cette sonate en un mouvement reprend le matériau du premier mouvement Palais Hanté de la Great Choral Dramatic Symphony intitulée « Homage to E.A.Poe » de 1906.
- Extemporisation pour pianola (années 1940)
- Fantasie-Sonata n° 2 (Destiny or The Man of the Crowd) en si mineur, op. 128 (années 1940)

#### Deux pianos
- Coromanthe Waltz pour deux piano, op. 18c (vers 1910, éd. Chester)
- Sextuor (op. 20a) arrangé pour deux pianos, op. 20b
- Duo en ré, pour deux piano op. 43
- O wavering Fires, Duo extrait de The Children of Don, op. 56c

#### Orgue
Unique œuvre originale pour orgue est l'opus 63. Holbrooke arrange cependant pour l'orgue diverses pièces : le Nocturne, by the Sea extrait de l'opus 18, la Novelette opus 42 n° 10, Souvenir de printemps opus 23 n° 6 et l'introduction de l'acte II de l'opéra Dylan.
- Grand Prélude & Fugue, op. 63 sur un thème de Dylan (1912, éd. J & W Chester & Co. 1917)

### Musique de chambre

#### Violon et piano
- Six petits morceaux pour violon et piano (for the young) , op. 3 dédié à Granville Bantock
  1. Mélodie, op. 3 n° 1
  2. On the Rhine, op. 3 n° 2
  3. Berceuse, op. 3 n° 3
  4. Polka, op. 3 n° 4
  5. Scherfind, op. 3 n° 5
  6. Valse mélancolique, op. 3 n° 6
- Two Poems, pour violon et piano opus 5 (1896, éd. Hopwood & Crew 1906) - inspiré de textes de Mackay
  1. Une Ballade, op. 5 n° 1
  2. Une Légende, op. 5 n° 2
- Sonate (ou sonatine) pour violon et piano n° 1, op. 6a (1907, éd. J. Larway & Son) dédiée à Fritz Kreisler
  1. Allegro
  2. Nocturne. Adagio e molto espressivo
  3. Scherzo
  4. Rondo
- Neuf pièces pour violon et piano (for the young), op. 12 (1-3 éd. Boosey, 4-6 éd. Boosey, éd. Novello)
  1. March, op . 12 n° 1 (1906)
  2. Valse, op . 12 n° 2
  3. Moorish Danse, op . 12 n° 3
  4. Alla Nepolitana, op . 12 n° 4
  5. Recollection, op . 12 n° 5
  6. Reconciliation, op . 12 n° 6
  7. Berceuse, op . 12 n° 7 (1905)
  8. Valse, op . 12 n° 8
  9. Caprice, op . 12 n° 9
- Deux pièces pour violon et piano, op. 23 (création, Bournemouth 1905, éd. J.H Cramer & Co. 1908 puis Lenquick)
  1. Serenade Orientale, op. 23 n° 1 (1901)
  2. Humoreske en ut, op. 23 n° 2
- Sonate pour violon et piano n° 2 Romantique, en fa majeur op. 59b (1918)
- Scotch Reel op. 71c, arr. dernier mouvement du Folksong Suite n° 1 pour quatuor à cordes (Quatuor n° 4), opus 71 (éd. Schott & Co. 1924)
- Sonate pour violon et piano n° 3 Orientale, en fa majeur, op. 83 (1926)

#### Violoncelle et piano
- Fantasy Sonata, Sonate Fantaisie pour violoncelle et piano, en sol mineur op. 19 (1914, éd. Chester)
- Six pièces pour violoncelle (ou violon) et piano, op. 23 n° 3
  1. Sérénade orientale
  2. Humoresque
  3. Souvenir
  4. Remembrance
  5. Sérénade
  6. Souvenir de printemps

#### Clarinette et piano
- Adagio & Rondo pour clarinette et piano, op. 6b (1893, terminé à Finsbury Park 1894[31], éd. Hawkes & Son 1908) Dédicace : Dedicated to Charles Draper
- Suite of Mezzotints pour clarinette (ou violon) et piano, op. 55 (1912 - arr. pour ensemble de cuivres des n° 2, 6 & 7, éd. Ricordi 1920 n° 2, 3 & 4, & 1918 n° 5-8, éd. Blenheim Press)
  1. Nocturne en ut mineur, op. 55 n° 1
  2. Albanian Serenade, op. 55 n° 2
  3. L'extace, op. 55 n° 3
  4. Celtic Elegie, op. 55 n° 4
  5. From Syracuse (scherzo), op. 55 n° 5
  6. The Butterfly of the ballet (con brio grazioso), op. 55 n° 6
  7. Girgenti (Cavatina) (Adagio non troppo-animato), op. 55 n° 7
  8. Canzonetta : Spring Song op. 55 n° 8
- Eileen Shona (Melodie), pour clarinette et piano (ou quatuor à cordes) op. 74 (1920, éd. Blenheim Press)[32]
- Cyrene pour clarinette et piano (larghetto e espressivo), op. 88 (1930, éd. Blenheim Press) - Il s'agit du mouvement lent du Concerto pour Saxophone transposé pour clarinette en si bémol. Le titre fait référence à une nymphe de la mythologie grecque, Cyrène, conquête d'Apollon le dieu du soleil. Apollon tombé amoureux de la nymphe, fonda une ville en Afrique du Nord en son honneur[33].
- Nocturne Phryne (poco sostenuto lento), pour clarinette et piano op. 98b (1939, éd. Blenheim Press) dédicace : for Reginald Kell - Phryné était une courtisane grecque célèbre, modèle de tableaux et sculptures[33]. En 1893, Camille Saint-Saëns avait donné un opéra, Phryné.

#### Trios
- Trio pour cor, violon et piano, en ré mineur op. 28 - inspiré d'un poème du Don Juan de Byron sur le musique[pas clair].
  1. Adagio non troppo
  2. Rondo. Molto vivace
- Trio Fairyland, pour hautbois d'amour (flûte ou clarinette), alto et piano, op. 57 d'après d'E.A. Poe - sous titre : Nocturne (1911, éd. Novello) - Le compositeur place des extraits du poème tout au long de la pièce.
- Double Concerto pour clarinette, basson et piano (1940)

#### Quatuors
- Quatuor symphonique pour piano et cordes n° 1, en sol mineur op. 21 (1905) arr. d'un trio de 1898.
  1. Allegro marcato ma non troppo
  2. Lament (Larghetto molto espressione)
  3. Scherzo
  4. Finale
- Quatuor symphonique pour piano et cordes n° 2 Byron, en ré mineur op. 31 (1896-98, rev. 1902) - Inspiré d'un poème de Byron (un chant de guerre traduit du grec)[34] Tous les mouvements s'enchaînent sans interruption.
  1. Allegro feroce, e vigoroso
  2. Adagio sostenuto (quasi recitativo)
- Serenade en ré bémol pour flûte, hautbois, clarinette et basson, op. 94 (1939, Emerson Edition, Ampleforth, England, 2003) - Dédicace : To Gwydion with much pleasure
  1. I. Moonlight on the Water
  2. II. Sad Memories
  3. III. Scherzo Caprice

#### Quatuors à cordes
- Quatuor à cordes n° 1 (Fantasie Quartet), en ré mineur op. 17b (Departure, Absence, Return) (1890, éd. Chester 1906) Composé pour le Cobbett Phantasy Competition. La partition porte la dédicace : For my good friend John Saunders.
- Quatuor à cordes n° 2 (Impressions of Belgium, Russia, etc.), op. 59a (création, London Strings Quartet 1914, éd. Chester 1914)
- Quatuor à cordes n° 3 (The Pickwick Club), a humoreske in two parts, op. 68 d'après Ch. Dickens (1916, création Londres, John Saunders Quartet, éd. Goodwin & Tabb puis Chester) - 13 épisodes, organisé en deux parties
  1. partie 1 : Pickwick
  2. A Field Day
  3. Snodgrass and Winkle
  4. Joe, the fat boy
  5. The Amorous Tupman
  6. The Picnic
  7. The card Party
  8. partie 2 : The romantic side of Mr. Pickwick
  9. Sam Weller's caracter
  10. Mr Jingle's (Mr. Trotter's) caracter
  11. Mr. Winkle and Mr. Trupman with the guns
  12. Mr. Pickwick and Mrs Bardell
  13. The tortuous Wiles of Mrs. Bardel
- Quatuor à cordes n° 4 Suite on National Songs and Dances, en ré mineur opus 71 (création, London Strings Quartet 1916, éd. Ricordi)
  1. I. Come lasses and lads
  2. II. Last Rose of Summer
  3. III. Mavourneen Deelish
  4. IV. Scotch Reels
- Quatuor à cordes n° 5 Suite on Folksongs of Great Britain, opus 72 - I. Strathpeys, II. All thro' the Night, III. Song of the Bootle, IV. Irish Jigs (création, London Strings Quartet 1917, éd. Goodwin & Tabb)
- Quatuor à cordes n° 6 Folksong Suite, op. 73 (1906)
  1. I. Girl I left behind me
  2. II. Soldiers Song
  3. III. David of the White Rock
  4. IV. Auld Lang Syne
  5. V. Moderne Danse

#### Quintettes
- Quintette Apollo op. 120 pour flute, hautbois, clarinette (en sib) et basson ou quatuor de clarinettes et piano, op. 120 (1907) - Un mouvement.
- Quintette pour cor et cordes Fate, en sol majeur (1901, création, Steinway hall 7 mai 1904 par York Bowen, cor) - État original du Quintette avec clarinette de 1911.
  1. Cavatine
  2. Variations
- Quintette avec clarinette et cordes n° 1 (1910) - État intermédiaire du quintette
  1. Cavatine
  2. Variations
- Quintette avec clarinette et cordes n° 2 - État intermédiaire du quintette
- Quintette avec clarinette et cordes, en ré mineur op. 27b (1911) - clarinette en la.
  1. I. Maestoso moderato-Poco allegro cantabile
  2. II. Canzonet (Andante affetuoso)
  3. III. Poco vivace
- Petite Suite pour cinq instruments à vent, op. 32b
- A miniature caracteristic Suite pour flûte, hautbois, clarinette (en la), cor & basson, op. 33b (1897) dédicace : Mrs. Alice Stuart‐Worthley
  1. In the Fields : Intermezzo
  2. A Joyous Moment : Scherzo (Vivace)
  3. Minuet : Fugue
  4. A Lament : Larghetto, molto sostenuto
  5. Une fête : Finale (molto con brio)
- Quintette symphonique avec piano Diabolique, en sol mineur op. 44
  1. I. Allegro, molto fuoco agitato
  2. II. Adagio, molto espressione e sustenuto
  3. III. Valse diabolique
  4. IV. Finale. Presto vivace (1902-04)
- Eilean Shona pour clarinette et cordes, op. 74 (1920). Cf. version clarinette et piano
- Quintette avec basson, op. 134 (dédié à son fils Gwydion)

#### Sextuors
- Sextuor The Dances pour piano, clarinette et cordes (contrebasse ad lib. ou contrebasson), op. 20a (création, Londres, Royal Academy Students' Concert 1894, rév. 1906, éd. Ricordi, 1920)
  1. I. Bohemian Danse (Landler)
  2. II. Valse triste
  3. III. Plantation Danse (Allegro espressivo)
  4. IV. Tarentelle
- Sextuor Israfel pour piano et flûte, hautbois, clarinette, cor & basson (ou piano et cordes), en fa mineur op. 33a d'après E.A. Poe. (1902, éd. S. Riorden 1906, puis Blenheim Press) Lesley Alexander Prize, 1901. Il existe aussi un arrangement pour cordes et piano. On lui donne aussi comme titre Soul, ce qui signifie « âme » en anglais.
  1. Allegro appasionato non troppo
  2. Andante con moto (molto espressivo, sostenuto)
  3. Rondo. Vivace marcato
- Sextuor Henry Vaughan pour cordes en ré majeur, op. 43 (composition, partiellement 1898, rev. 1906)  cf. Symphonie n° 7.
  1. I. Adagio-Allegro
  2. II. lent (Unhappy boyhood)
  3. III. Rondo, allegro non troppo
- Sextuor In memoriam pour piano et quatuor à cordes et contrebasse, en fa mineur op. 46 - L'œuvre est dédicacé : To my friend and professor Frederick Westlake. Arrangement d'un quintette.
  1. Poco agitato, espressivo
  2. Elegie. Larghetto, con molto sentimento
  3. Finale.

#### Autres œuvres
- Cinq pièces pour mandoline, violon et piano, op. 8 
  1. Bon jour, op. 8 n° 1
  2. Entract, op. 8 n° 2
  3. Nocturne, op. 8 n° 3
  4. Serenade Arabiene, op. 8 n° 4 (1902)
  5. Valse caractéristique, op. 8 n° 5 (1906)
  6. Impromptu, pour piano, op. 8 n° 6 (1909)
  7. Modern Violin School, op. 8 n° 7
  8. The Old Home, pour piano, op. 8 n° 8
- Sérénade pour 12 instruments, op. 61b (1915, éd. Goodwin & Tabb)
- Nonet Irene, pour vents et cordes op. 129

### Œuvres avec orchestre

#### Symphonies
- Symphonie n° 1 A Dramatic Choral Symphony, Homage to Edgar Allan Poe, avec chœur, op. 48 (1906, création Londres Queen's Hall, 12 novembre 1908 par Henry Wood, éd. S. Riorden) - L'œuvre est dédié à Henry Wood. Chaque mouvement se fonde se un poème du poète américain. À l'origine la symphonie portait le nom de Grand Suite.
  1. I. The haunted palace (Adagio)
  2. II. Hymn to the Virgin
  3. III. The city in the sea
  4. IV. The valley Nis
- Symphonie n° 2 : Dramatic Symphony Apollo and the Seaman avec chœur d'hommes, op. 51 sur un poème de Herbert Trench (1907, création Londres, Queens Hall, 1908 par T. Beecham et Holbrooke, éd. Novello & Co.)
- Symphonie n° 3 Ships, op. 90 (1925, création Budapest 1936, éd. Chester 1929)
  1. I. Warships
  2. II. Hospitalships
  3. III. Merchantships
- Symphonie n° 4 en si mineur Hommage à Schubert, op. 95 (1927)
- Symphonie n° 5 Wild Wales, pour cuivres, op. 106 (années 1930)
- Symphonie n° 6 Old England pour orchestre militaire (1928)
- Symphonie n° 7 pour cordes (1929) arr. pour orchestre à corde du Sextuor à cordes, op. 43
- Symphonie n° 8 (Dance Symphony) pour piano obligé et orchestre (1930)
- Sinfonietta, en ré pour 14 instruments à vent, op. 118 (années 1930)

#### Poèmes orchestraux
Le terme « poème orchestral » est de Holbrooke lui-même, respectons-le, et n'utilisons pas celui de « poème symphonique » traditionnellement retenu depuis Liszt. Comme le propose Lowe, cela suggère une certaine liberté par rapport à la forme classique.
- The Raven (Le Corbeau), op. 25 d'après E.A Poe (1900, création Crystal Palace 3 mars 1900 par August Manns, éd. Novello) [36]
- The Viking, op. 32 d'après Longfellow (1901, création New Brighton 1902 par Bantock)
- Ulalume, op. 35 d'après E.A. Poe (1903, création Londres 1905 par Henry Wood, éd. Breitkopf & Härtel, 1909)
- Byron, pour chœur et orchestre, op. 39 d'après Keats (1904, création Leeds Festival, 7 décembre 1904, éd. Novello, 1904)
- Queen Mab, pour chœur et orchestre, op. 45 d'après Romeo et Juliette de Shakespeare (1902, création Leeds 1904, éd. Breitkopf & Härtel) Dédié à F.R. Spark
- The Bells (Les Cloches) pour chœur et orchestre, op. 50, d'après E.A. Poe (1903, création Birmingham Festival 1906, conduit par Hans Richter, éd. Breitkopf & Härtel 1906) Dédié à son ami Sir Edward Elgar. Il existe une version pour simple orchestre.
- The Birds of Rhiannon, op. 87 (1920)
- Fantasy The Wild Fowl, op. 56b (années 1920)
- Amontillado, op. 123 d'après The Cask of Amontillado d'E.A Poe (1935, création Londres 1935)
- Le Maelstrom (fin des années 1930)
- The Pit and the Pendulum (Le Puits et le pendule), fantaisie pour orchestre op. 126 d'après E. Poe (1929)

#### Ballets
- Pierrot Suite de ballet n° 1, pour orchestre à cordes, op. 36b (1896, son prix de composition Lucas Medal Pize 1897 dans sa forme en quatre mouvements pour cordes seules) L'œuvre est incluse dans Pierrot et Pierrette.
  1. The Revels
  2. Arlequin
  3. Colombine
  4. Pantalon
  5. Clown
  6. Tarentelle
- Coromanthe ou The Draw of Love, op. 61a
- The Moth and the Flame, op. 62 de S. H. Sine (1912, éd. Chester)
- The Red Masque, op. 66 d'A.E. Poe (1913, éd. Chester & Co.) cf. Version pour piano : The Red Masque op. 65
- Pandora (1919)
- Aucassin and Nicolette, op. 115 (1935)

#### Variations
- Variations pour orchestre opus 37
  - Three Blind Mice, Variations symphonique sur un vieil air anglais, op. 37a (1900, création Londres, Concert Promenade dirigé par Henry Wood en 1901) dédié au critique et ami, Ernest Newman.
  - Variations sur The Girl I left behind me pour orchestre, op. 37b (1905) - 15 variations.
- Variations sur Auld lang syne pour grand orchestre, op. 60 (1906, création Queens Hall 1915, éd. Novello puis Chester) - 20 variations : la n° 4, présente Coleridge-Taylor, la n° 5 Vaughan Williams la n° 9 Edward Elgar, la n° 10 brosse le portrait de Delius ; enfin le Finale rend hommage à Granville Bantock.

#### Autres œuvres
- Intermezzo, pour petit orchestre, op. 2b
- Marche triomphale pour orchestre, op. 26 (1900) Écrite pour le couronnement d'Edouard VII, elle ne fut pas retenue.
- Suite n° 2, Dreamland pour orchestre, op. 38 (vers 1900, création, Hereford Festival 1906)
  1. I. Ensemble
  2. II. The dance
  3. III. Dreaming
  4. IV. Hilarité
- Suite n° 3, Les hommages pour orchestre, op. 40 - appelé le plus souvent Bohemian Suite. (1900, dans une version pour cordes seules et orchestration pour la création d'octobre 1906 à Londres, au Queen's Hall par Henry Wood)
  1. I. Festiva, (Marcia Heroique) : hommage à Wagner,
  2. II. Serenata : hommage à Grieg,
  3. III. Elegiae poeme : hommage à Dvořák,
  4. IV. Introduction and Russian dance : hommage à Tschaikowsky
- The Wild Fowl, Fantasie extraite de The Children of Don, op. 56b

### Concertos avec orchestre
- Concerto pour piano n° 1 The Song of Gwyn ap Nudd - Gwyn, fils de Nudd, op. 52  sur un poème de T. E. Ellis, inspiré de la mythologie galloise (1906-1908, création à Londres au Queen's Hall, avec le London Symphony Orchestra, par T. Beecham avec le compositeur au piano le 24 octobre 1910, rév. 1920) 
  1. I. Maestoso Allegro en fa mineur
  2. II. Poco Adagio con sentimento
  3. III. Finale, en fa mineur, IV. Epilogue.
- Concerto pour piano n° 2 L'Orient (1928)
  1. I. Javanese Dance
  2. II. Sinhalese Dance
  3. III. Burmese Dance
- Concerto pour violon et orchestre The Grasshopper, op. 59 (The Lyrical) (1909, rev. 1916 et 1928, création Leeds, Philharmonic Soc. avec J. Dunn, direction Holbrooke, 1917, éd. Ricordi)
- Concerto pour saxophone, basson et petit orchestre, en si bémol  op. 88 (1927)
- Concerto pour clarinette, saxophone, contrebasse et violoncelle pour petit orchestre (création Tamerlaine, 1929)
- Concerto pour violoncelle en mi bémol The Cambrian, op. 103 (1936)
- Double concerto pour clarinette, basson et orchestre, op. 119 (éd. Blenheim Press réduction piano)
  1. I. Allegro maestoso
  2. II. Andante sostenuto
  3. III. Allegro con brio

- Concerto pour flûte, clarinette, cor anglais, contrebasse et orchestre (fin des années 1940)

### Musique vocale

#### Mélodies
- Six songs, op. 7
  1. Fair Phillys, op. 7 n° 1 sur un texte de F. Hoare.
  2. A Wild Rose, op. 7 n° 2 sur un texte de F. Hoare.
  3. Love Symphony, op. 7 n° 3 (orchestré) sur un texte de O. Shangnessy.
  4. I Cannot Tell, op. 7 n° 4 sur un texte de Kingsley.
  5. Golden Daffodils, op. 7 n° 5 sur un texte de F. Hoare.
  6. There's a garden, op. 7 n° 6 sur un texte de F. Hoare.
- Six songs, op. 11
  1. Summer Sweet, op. 11 n° 1 sur un texte de K. Hinkson. (1905)
  2. Bonnie Dear, op. 11 n° 2 sur un texte de Hoare. (1904)
  3. Tulips Wooing, op. 11 n° 3 sur un texte de Hoare. (1906)
  4. Sheila, op. 11 n° 4 sur un texte de Hoare. (1906)
  5. Honor Bright, op. 11 n° 5 sur un texte de Hoare. (1906)
  6. Grant us thy peace, op. 11 n° 6 sur un texte de Hoare. (1907)
- Seven songs, op. 13 (1906, 1907 n° 7) 
  1. Love Foregone, op. 13 n° 1 sur un texte de F. Hoare
  2. We are Violets, op. 13 n° 2 sur un texte de Leigh Hunt
  3. Goodmorrow, op. 13 n° 3
  4. Loves Answer, op. 13 n° 4
  5. Where's Mother, op. 13 n° 5
  6. Sailors Bride, op. 13 n° 6 sur un texte de Findon
  7. I came at morn, op. 13 n° 7
- Five Bohemian songs, op. 14 sur un texte de F. Hoare (1905, n° 2 & 6 création Norwich 1905 chanté par Andrew Black, éd. Boosey)
  1. Unto this Foe, op. 14 n° 1 - chanson à boire
  2. Liberty, op. 14 n° 2 (orchestré)
  3. Ere your beauty, op. 14 n° 3
  4. Story of a Drum, op. 14 n° 4
  5. A free lance, op. 14 n° 5
  6. 20 years ago, op. 14 n° 6 (manuscrit, éd. Larway)
- Five songs, op. 15 (1906 & 1907 n° 3-5)
  1. In sunshine clad, op. 15 n° 1 sur un texte de Longfellow.
  2. The Sea hath its Pearls, op. 15 n° 2 sur un texte de Heine traduit par Longfellow.
  3. A Voice, op. 15 n° 3 sur un texte de G. Lakly.
  4. Autumn, op. 15 n° 4 sur un texte de Hood.
  5. A Winter Night, op. 15 n° 5 sur un texte de G. Roslyn.
- Six characteristic songs, op. 21 (1906, création Wigmore Hall par Ch. Phillips, éd. Boosey & Co.)
  1. Symphony, op. 21 n° 1 texte de A. Gyles.
  2. Battle song, op. 21 n° 2 texte de Elliot.
  3. Tag and Bobtail, op. 21 n° 3 texte de Du Maurier.
  4. Follow the gleam, op. 21 n° 4 texte de Tennyson.
  5. Come to the West, op. 21 n° 5 texte de S. Lover
  6. Seaward, op. 21 n° 6
- Six characteristic songs, opus 22
  1. Sympathy
  2. Battle song
  3. Tag and bobtail
  4. Follow the gleam
  5. Come to the west
  6. Seawards
- Six lyrical songs, op. 24
  1. Tho' all the Stars, op. 24 n° 1
  2. A Fairy, op. 24 n° 2 sur un texte de F. Hoare (1910)
  3. Love and I, op. 24 n° 3
  4. To Dianeme, op. 24 n° 4
  5. They love indeed, op. 24 n° 5
  6. Ethel Mary, op. 24 n° 6
- Six moderns songs, op. 29 sur des poèmes de Herbert Trench.
  1. Come, let us make love deathless
  2. I heard a soldier
  3. My own sad love
  4. O dreamy, gloomy, friendly trees
  5. The requital
  6. Dark, dark the seas
- Six romantic songs, op. 30[37]
  1. A lake and a fairy boat, sur un texte de Thomas Hood.
  2. To a cold beauty, sur un texte de Thomas Hood.
  3. Come not, when I am dead, sur un texte de Lord Alfred Tennyson.
  4. To my wife, sur un texte de Thomas Hood.
  5. A farewell, sur un texte de Lord Alfred Tennyson.
  6. The stars, sur un texte de Thomas Hood.
- Six landscapes, op. 34 - dédié à Claude Debussy
  1. Along the path
  2. The shadows
  3. High noon
  4. Grey evening
  5. Night
  6. Stay, my love
- Two Songs opus 41
  1. Marino Faliero, op. 41a scena pour baryton (ou basse), avec orchestre, sur un texte de Byron (création Bristol Musical Festival 1905, éd. Chester)
  2. Annabel Lee, ballade avec orchestre op. 41b, pour baryton (ou basse), avec orchestre[38], sur un poème de E.A. Poe (1906, création London Philharmonic Soc. dirigé par Holbrooke, éd. Boosey & Co. puis Swan & Co. 1920)
- Six songs, op. 54 (1909-10, éd. Cramer sans la n° 2)
  1. Killary, op. 54 n° 1 texte de Trench
  2. An Outsong, op. 54 n° 2 texte de Ellis
  3. Where be you going, op. 54 n° 3 texte de Keats
  4. Think not of me, op. 54 n° 4 texte de Keats
  5. My Jean, op. 54 n° 5 texte de Burns
  6. Garden of Irem, op. 54 n° 6 texte de Ryan
- In Days of Old, op. 57 n° 6
- Five Dramatic songs, avec piano et quatuor à cordes opus 69 
  1. Bronwen's Song, op. 69 n° 1 texte de T.E. Ellis.
  2. Coward Exit, op. 69 n° 2 texte de H. Ryan.
  3. Come not when I am dead, op. 69 n° 3 texte de Tennyson.
  4. Clowns Song, op. 69 n° 4 texte de H Ryan. (1921)
  5. Bacchus, op. 69 n° 5 texte de Chatterton. (1921)
- Six Songs, opus 73 (1920-23)
  1. Talliesin’s Song, op. 73 n° 1 avec clarinette obligée, dédié à T.E. Ellis. (éd. 1919)
  2. The Price, op. 73 n° 2 texte de Mrs. Bacon. (1922)
  3. Dolly, op. 73 n° 3 vieux texte gallois (1922)
  4. England, op. 73 n° 4 avec haubois (1924)
  5. The Old School, op. 73 n° 5 vieux texte gallois (1923)
  6. The Bathers, op. 73 n° 6 texte de G. Cumberland. (1923)
- Three songs, avec Quatuor à cordes opus 76 (1921, éd. Enoch)
  1. Music Comes, op. 76 n° 1 texte de T. Freeman.
  2. Pack clouds away, op. 76 n° 2 texte de T. Heywod.
  3. Bells of Heaven, op. 76 n° 3 texte de Hodgson.
- Six Socialist Songs, opus 77 (1919, éd. 1923)
  1. Salutation, op. 77 n° 1 avec hautbois et alto obligés, texte de Ezra Pound[39].
  2. The Garret, op. 77 n° 2 avec hautbois et alto obligés, texte de Ezra Pound[40].
  3. The Est Wind, op. 77 n° 3, texte de Masterton.
  4. The Sea Shop Girl, op. 77 n° 4 avec clarinette, texte de Ezra Pound[41].
  5. Tame Cat, op. 77 n° 5 avec clarinette, texte de Ezra Pound[42].
  6. Labour Song, op. 77 n° 6, texte de Kingsley.
- Long Ago, op. 79, texte de Nicholas Malloch - Listed as Valse, Talsarnan, piano at Yale

#### Musique pour chœur
- Hymn Tunes and Anthems, opus 1
  - Hymn Tunes
    1. O day of rest and gladness
    2. March to the Masters bidding
    3. We are Children

  - Anthems
    1. Hear my voice, O God
    2. Christmas Anthem
    3. Hear, O my People
    4. Now thank we all our God
- Six part-songs, madrigals and glees, op. 9 (éd. Novello)
  1. Spring in cheery, op. 9 n° 1 sur un texte de Hood (1903)
  2. She's up and gone, op. 9 n° 2 sur un texte de Hood[43] (1905)
  3. Gentle Spring, op. 9 n° 3 sur un texte de Longfellow
  4. I will woo the Rose, op. 9 n° 4 sur un texte de Hood[44] (1906)
  5. The Woodlark, op. 9 n° 5 sur un texte de Burns (1907)
  6. Thro' groves sequestred, op. 9 n° 6 sur un texte de Hood
- Choral songs, op. 16
  1. Labourers Song, op. 16 n° 1 (1914)
  2. Sunrise, op. 16 n° 2 sur un texte de A. Bunston
  3. The Wanderers, op. 16 n° 3 sur un texte de Malloch
  4. The Hour, op. 16 n° 4 sur un texte de Fagan (1917)
  5. Fairyland, op. 16 n° 5 sur un texte de F.T. Reid.
  6. Englands Battle Psalm, op. 16 n° 6 (1909)
- Choral songs, op. 47
  1. Footsteps of Angels, sur un texte de Longfellow
  2. To Zante, sur un texte de E.A. Poe.
  3. Jean Richepin's Song[45] (trad. Herbert Trench, 1907)
  4. In fairyland
  5. The Shirker, sur un texte de Phillips.
  6. The thee, Wales, sur un texte de Vaughan.
  7. Captain Wattle
  8. Drink to the swizzy, sur un texte de Dibdin.
  9. England's battle psalm
  10. The flower

#### Opéra
- Pierrot and Pierrette opéra en deux actes, op. 36a - sur un texte de Walter E. Grogan (novembre 1909, His Majesty's Theatre, créé en même temps que Savitri de Gustav Holst)
- Marino Faliero pour cuivres et orchestre, op. 41a
- The Cauldron of Annwn, trilogie, sur un texte de T.E. Ellis.
  - The Children of Don, Drame en trois actes et un prélude, op. 56a  (1912, création au London Opera House le 12 juin 1912 par Nikisch, éd. Goodwin & Tabb 1912)
  - Dylan, Son of the Wave, op. 53 (1910, création Drury lane Theatre en 4 juillet 1914 par T. Beecham) L'opéra était accompagné de la projection d'un film. Il fut repris par le Volksoper de Vienne en avril 1923 ou la direction de Weingartner puis à Salzbourg par Kaiser.
  - Bronwen, Drame en trois actes, op. 75 (orchestration terminée à Harlech en février 1920, création à Huddersfield par la Carl Rosa Opera Company 1er février 1929, éd. Goodwin & Tabb)
- The Enchanter, opéra-ballet, op. 70 (1914, création, Londres 1914 sous le nom de The Wizard, Chicago, 1915, éd. Goodwin & Tabb) cf. Version pour piano 70a : The Enchanted Garden Suite
- The Snob, operetta en 1 acte, op. 114 livret de C. McEvoy, G.K. Chesterton et H.H. Ryan (années 1920, resté inachevé)
- The Sailor's Arms, operetta, op. 105 livret de A.P. Herbert (1930, création Guildford, 25 novembre 1932)

## Écrits
- Joseph Holbrooke, Contemporary British Composers, éd. Cecil Palmer, Londres, 1925, 324 p.
- Articles parus dans The New Age ou Musical Opinion

## Discographie
La discographie est très pauvre et ne rend pas compte de l'œuvre de Holbrooke dans son ensemble. Il manque notamment un enregistrement complet de Cauldron, cycle de trois opéras.
- Concerto pour piano n° 1 opus 52 - Hamish Milne, piano, BBC Scottish Symphony Orchestra, Dir. Martyn Brabbins (1999, Hyperion "The Romantic Piano Concerto vol. 23" CDA67127[46])
- Le Puits et le pendule, Concerto Cambrien pour violoncelle, Symphonie n° 4, Pandore - Raphael Wallfish, violoncelle, Royal Liverpool Philharmonic Orchestra, Royal Scottish Orchestra, dir. George Vass (2010, Dutton CDLX 7221[47])
- Poèmes symphoniques : Ulalume, Amontillado, The Viking, Three Blind Mice - Brandenburg State Orchestra Frankfurt, dir. Howard Griffiths (2008, CPO 777442)
- Poèmes symphoniques : Ulalume, Ouverture de Bronwen, The Bells Prelude, The Raven, Byron - Slovak Philharmonic Choir, Czecho-Slovak Radio SO, Bratislava, dir. Adrian Leaper (Marco Polo 8.223446)
- Ouverture de Children of Don, Prélude de Dylan & The Birds of Rhiannon. Orchestre symphonique national d'Ukraine, dir. Andrew Penny (Marco Polo 8.223446)
- Musique pour piano - Panagiotis Trochopoulos, piano (2008, Cameo Classics CC9035CD[48] et CC9036CD)
- Quatuors à cordes nos 1 & 2, Quintette avec clarinette, Eileen shona... - Richard Hosford, clarinette & Quatuor Razoumovsky (2002, Dutton)
- Sonates pour violon nos 1 « Sonatine », op. 6a et 2 « The Grasshopper », op. 59 ; Trio pour cor, op. 28 ; Mezzo-Tints, op. 55 no 2 « L’Extase » - Kerenza Peacock, violon ; Mark Smith, cor ; Robert Stevenson, piano (4-6 janvier 2011, Naxos 8.572649)

Enregistrements historiques (78 t Paxton)
- Cauldron - Extraits d'enregistrements historiques de Bronwen (1929, Symposium 1130[49])
- Quintette avec clarinette, op. 27 - Reginald Kell, Willoughby Quartet (Londres, 17 mars 1939, / Testament SBT 1002) Couplé avec d'autres œuvres jouées par Kell : Trio de Brahms (Louis Kentner, piano) et Concertino de Weber (dir. Walter Goehr).

piano rolls
- Josef Holbrooke figure sur le catalogue 1914 Aeolian Autograph Metrostyle